# Масада
Маса́да (ивр. מצדה‎, мецада́ — «крепость») — древняя крепость у юго-западного побережья Мёртвого моря, в Израиле. Недалеко от города Арад, у шоссе Эйн-Геди — Эйн-Бокек. Масада внесена в список всемирного наследия ЮНЕСКО.

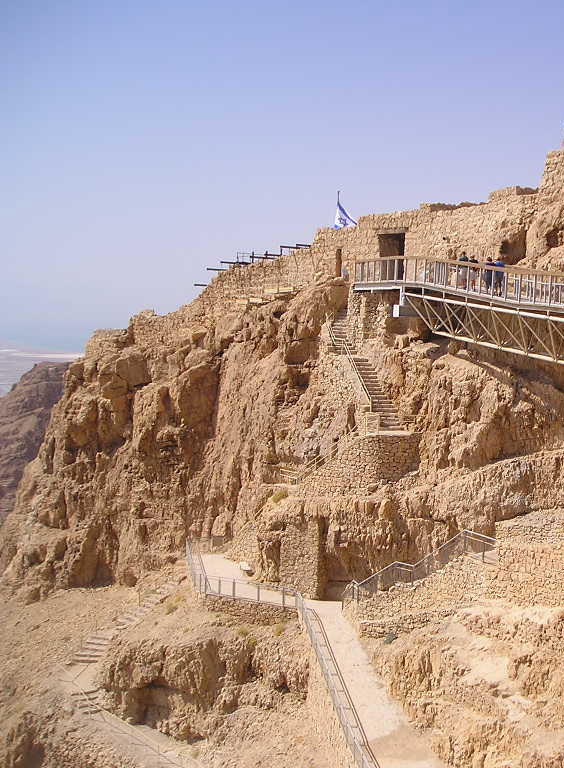
Стены крепости

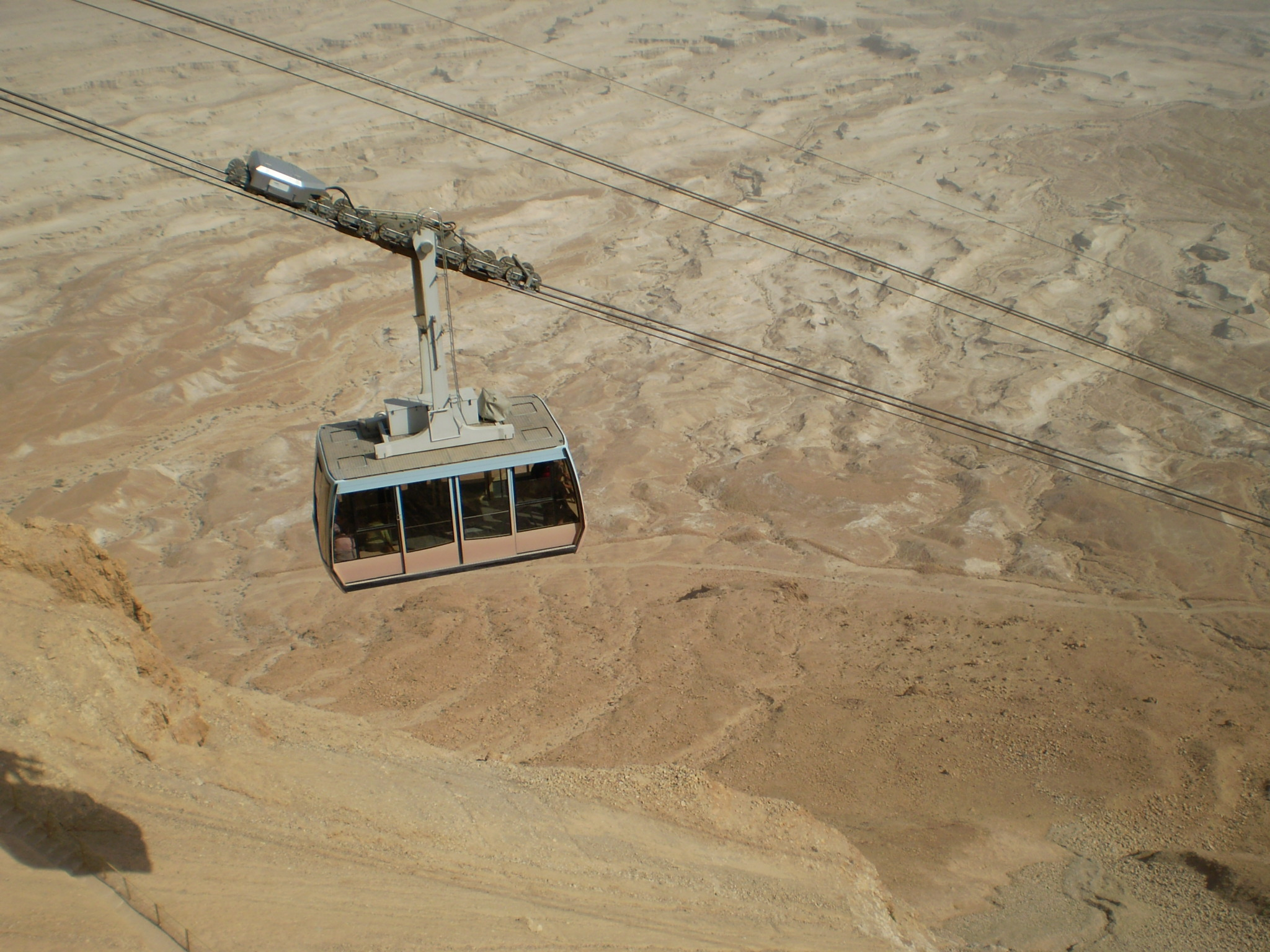
Канатная дорога

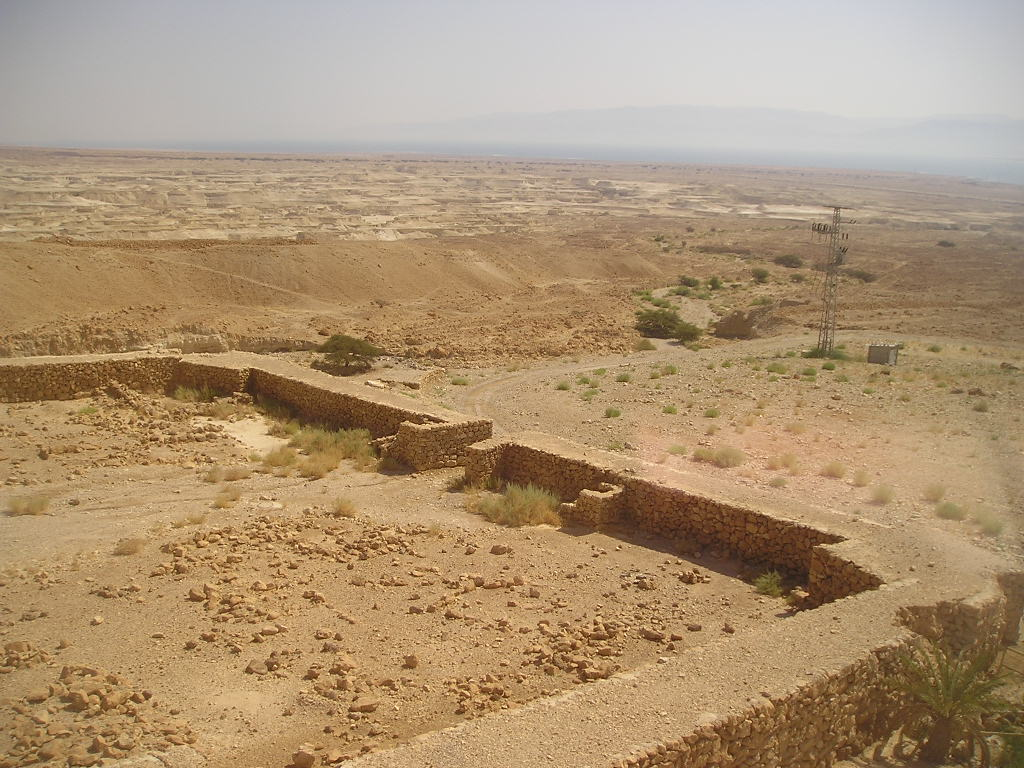
Внутри крепости

## Описание
На вершине одной из скал Иудейской пустыни, поднимающейся на 450 метров над Мёртвым морем, в 25 году до н. э. царь Ирод I Великий, потомок идумеев, принявших иудаизм, построил убежище для себя и своей семьи, значительно укрепив и достроив существовавшую на этом месте крепость хасмонейского периода постройки 37—31 годов до н. э. В крепости сохранялось много пищевых и оружейных запасов, была устроена искусная система водоснабжения, бани по образцу римских. Крепость использовалась также для хранения царского золота.
Со всех сторон Масаду окружают отвесные скалы. Со стороны моря наверх ведёт узкая, так называемая «змеиная тропа». С запада к крепости можно подняться по тропе, проложенной по сооружённой римлянами искусственной насыпи (примерно за 30 минут). Вершину скалы венчает почти плоское трапециевидное плато, размеры которого примерно 600 на 300 метров. Плато окружают мощные крепостные стены общей протяжённостью 1400 метров и толщиной около 4 метров, в которых устроены 37 башен. На плато были построены дворцы, синагога, оружейные склады, ямы для сбора и хранения дождевой воды и другие вспомогательные постройки.
В крепости ныне сохранились дворец царя Ирода, синагога, фрагменты мозаик, вырубленные в скалах водные резервуары, холодные и горячие бани и многое другое.
Одна из наиболее поразительных находок — синагога. Считалось, что у евреев не было нужды в синагогах, пока у них был Храм. Масаду реконструировали ещё во время существования Второго Храма, но синагога в ней, тем не менее, была создана. Кроме того, синагога была найдена также в развалинах крепости Гамла. Это доказало, что у древних евреев существование синагог не зависело от существования Храма.
С 1971 года на Масаде действует канатная дорога, соединяющая подножие скалы с её вершиной. У начала «змеиной тропы» предусмотрена парковка для автомобилей. Есть туристический информационный центр, где можно купить билеты для посещения крепости и для подъёма на фуникулёре. В информационном центре открыт музей с археологическими находками, обнаруженными при раскопках.
В крепости проводят концерты и различные массовые культурные мероприятия.

## История
В 66 году н. э. Масада была взята восставшими зелотами, римский гарнизон был уничтожен. В 67 году н. э. в Масаде обосновались сикарии, представители радикальной партии, возглавившей восстание против римлян, вылившееся в длительную Иудейскую войну. В 70 году н. э., после взятия римскими легионами Иерусалима, Масада оказалась последним оплотом восставших. Защитников крепости едва насчитывалось тысяча человек, включая женщин и детей, но они удерживали Масаду ещё некоторое время; согласно традиционной точке зрения, римские войска осаждали крепость три года, однако современные археологические исследования показывают, что осада вряд ли длилась дольше нескольких недель и достаточно быстро закончилась решающим штурмом.
Около девяти тысяч рабов проводили дороги и носили землю для сооружения осадного вала вокруг крепости, штурмового пандуса и площадок для метательных машин и тарана. С помощью с трудом подведённого тарана, римляне пробили внешнюю стену крепости, но натолкнулись на дополнительно выстроенную сикариями внутреннюю оборонительную стену. Когда римлянам удалось поджечь эту стену, состоящую из деревянных балок, участь Масады была решена.
Согласно книге Иосифа Флавия, в ночь на 15-е нисана (первый день праздника Песах): Элазар бен Яир произнёс перед евреями пламенную речь и призвал их умереть свободными людьми — предпочесть смерть мучительному и позорному рабству (отрывок их речи Элазара бен Яира, произнесённой в ночь падения Масады (Иосиф Флавий, Иудейская Война, VII, 320—336)):
«Мужайтесь, герои, покройте себя славой! Уже давно постановили мы не подчиняться ни римлянам, ни другим властителям, кроме одного только Бога, ибо только Он истинный и справедливый царь над людьми. И вот настало время исполнить наш обет. Не посрамим же себя в этот час, ведь и прежде душа наша гнушалась рабской долей, хотя тогда рабство ещё не угрожало нам такими чудовищными опасностями. Не предадим же себя и теперь добровольно ни рабству, ни тем ужасным мучениям, которые ожидают нас. Не опозорим себя перед римлянами, не сдадимся им живыми! Мы первые восстали против них и последними покидаем поле боя. Великую милость оказал нам Господь, даровав возможность умереть смертью героев, погибнуть свободными людьми, чего не дано было совершить нашим братьям, пленённым внезапно. Нам же открыто, что ожидает нас завтра, и предоставлено право избрать славную смерть героев — вместе с теми, кто нам дорог. Пусть наши жёны умрут не опозоренными и наши сироты не изведают горечи рабства. А затем сослужим друг другу последнюю службу, окажем последнюю милость, и что может быть, братья, лучше и дороже почётного савана свободы? Но прежде чем умрём, предадим огню наше имущество и крепость. Я точно знаю: римляне огорчатся, увидев, что не взяли нас живьём и обманулись в своих надеждах поживиться добычей. Только съестные припасы оставим не тронутыми, чтобы они свидетельствовали после нашей смерти, что мы не страдали ни от голода, ни от недостатка воды, но сами предпочли смерть рабству — как и постановили заранее….»
В своём описании Иосиф Флавий ссылается на рассказ двух женщин, которые с пятью детьми укрылись в пещере и поведали римлянам о том, как мужчины убили своих жён и детей, а затем по жребию друг друга.
«…затем избрали по жребию десять человек, которым предстояло заколоть остальных. И каждый распластался на земле возле своих мёртвых жены и детей, обхватив руками их тела, и с охотой подставил своё горло десятерым, исполнявшим ужасную обязанность. Эти люди без содрогания пронзили мечами всех, одного за другим. Затем они бросили жребий между собой, чтобы тот, на кого укажет судьба, убил девятерых товарищей, а затем наложил руки и на себя…Так погибли они все с уверенностью, что не оставили после себя ни единой души, над которой могли бы надругаться римляне. Назавтра поднялись римляне на Масаду, и когда нашли груды убитых, не возрадовались при виде погибших врагов, а только застыли в молчании, поражённые величием их духа и несокрушимым презрением к смерти» (VII, 9,1)
Последний из 960 осаждённых поджёг крепость и покончил с собой.
Таким образом последний очаг еврейского сопротивления был ликвидирован. На территории Масады разместился римский легион.
Сопоставление еврейских и римских исторических хроник, а также археологические находки на территории крепости, в числе которых — каменные таблички с именами, использованные в качестве жребия десятью исполнителями последней воли, косвенно это подтверждают.

### Исследование и использование
Развалины крепости были впервые обнаружены в 1862 году. Основательные же раскопки были проведены в 1963—1965 годах.
Начиная с 30-х годов 20-го века Масада стала местом паломничества путешественников и походов молодежных сионистских движений, а после образования Государства Израиль — одним из мест церемонии приведения к присяге новобранцев ЦАХАЛа. Там, помимо стандартной армейской присяги они произносят фразу, взятую из поэмы Ицхака Ламдана «Масада» — «Второй раз Масада не падёт!».
В 1968 г. Масада была объявлена национальным парком площадью 3400 дунамов, а в 2001 г. ЮНЕСКО объявила ее объектом всемирного наследия. Ежегодно это место посещает около 750 000 посетителей, и оно считается одним из самых популярных туристических объектов в Израиле.

## Византийский монастырь на территории Масады
На территории крепости находятся развалины византийского монастыря. С конца XIX столетия исследователем М.-Ж. Лагранжем (Marie-Joseph Lagrange, 1855—1938) предложено идентифицировать развалины как лавру Марда. Той же точки зрения придерживались известные исследователи Delau, Abel, Festugière, Chitty, Hirschfeld.
На указанной территории находился храм, построенный Евфимием Великим и существовавший ещё во времена Кирилла Скифопольского (около 550 г.). Во второй половине VI века на месте указанного храма располагался уже другой храм, развалины которого были обнаружены в крепости при археологических раскопках. Видимо, именно к этому времени, монашеское поселение в Масаде стало лаврой. Существование лавры на рубеже VI и VII веков (около 580—600 гг.) описано блаженным Иоанном Мосхом:

Недалеко от Мертвого моря есть весьма высокая гора, называемая Марес (в лат. переводе Мардес. — С.), на которой живут отшельники. У них был огород в шести миллиариях у подошвы горы, на берегу Мертвого моря, и они держали там наемного огородника. Всякий раз, когда отшельники хотели послать к огороднику за овощами (лат. пер.: за маслинами. — С.), они взнуздывали осла и говорили ему: «Ступай вниз к огороднику и возвращайся с овощами». Осел же один отправлялся к огороду, вставал у ворот и лягал в них. Огородник же тотчас, навьючив осла овощами, отпускал его прочь с поклажей. Изо дня в день можно было видеть осла, шедшего вниз и вверх по склону и служившего лишь старцам, не повинуясь никому другому.
— «Луг Духовный», новелла 158.
Существовала лавра предположительно до VII века.

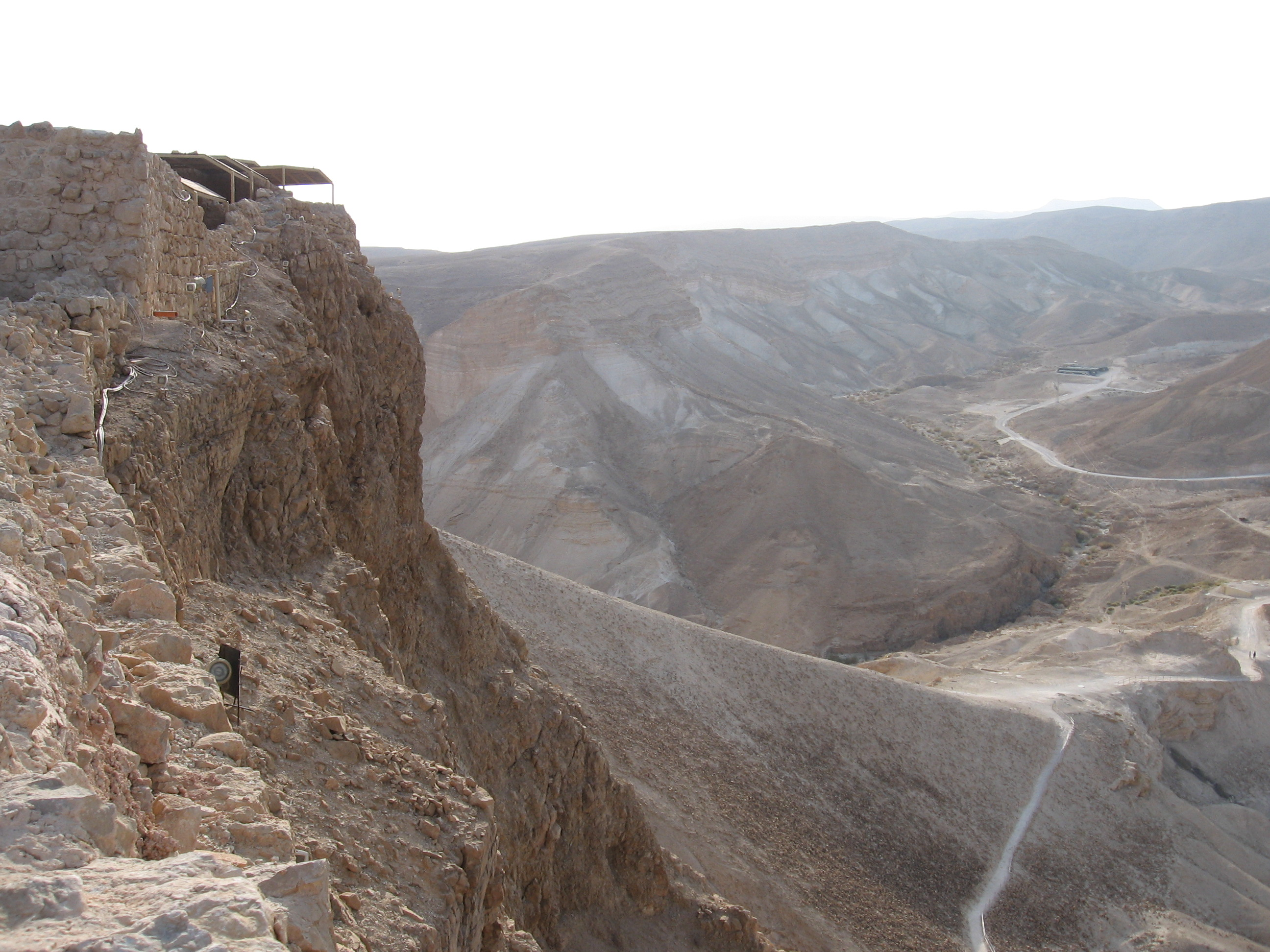
Остатки штурмового пандуса, построенного римлянами для взятия крепости